# Most Pokoju
Most Pokoju – most przez główny nurt Odry wybudowany we Wrocławiu po II wojnie światowej na miejscu zniszczonego w czasie oblężenia Festung Breslau mostu Lessinga – Lessingbrücke.

## Historia

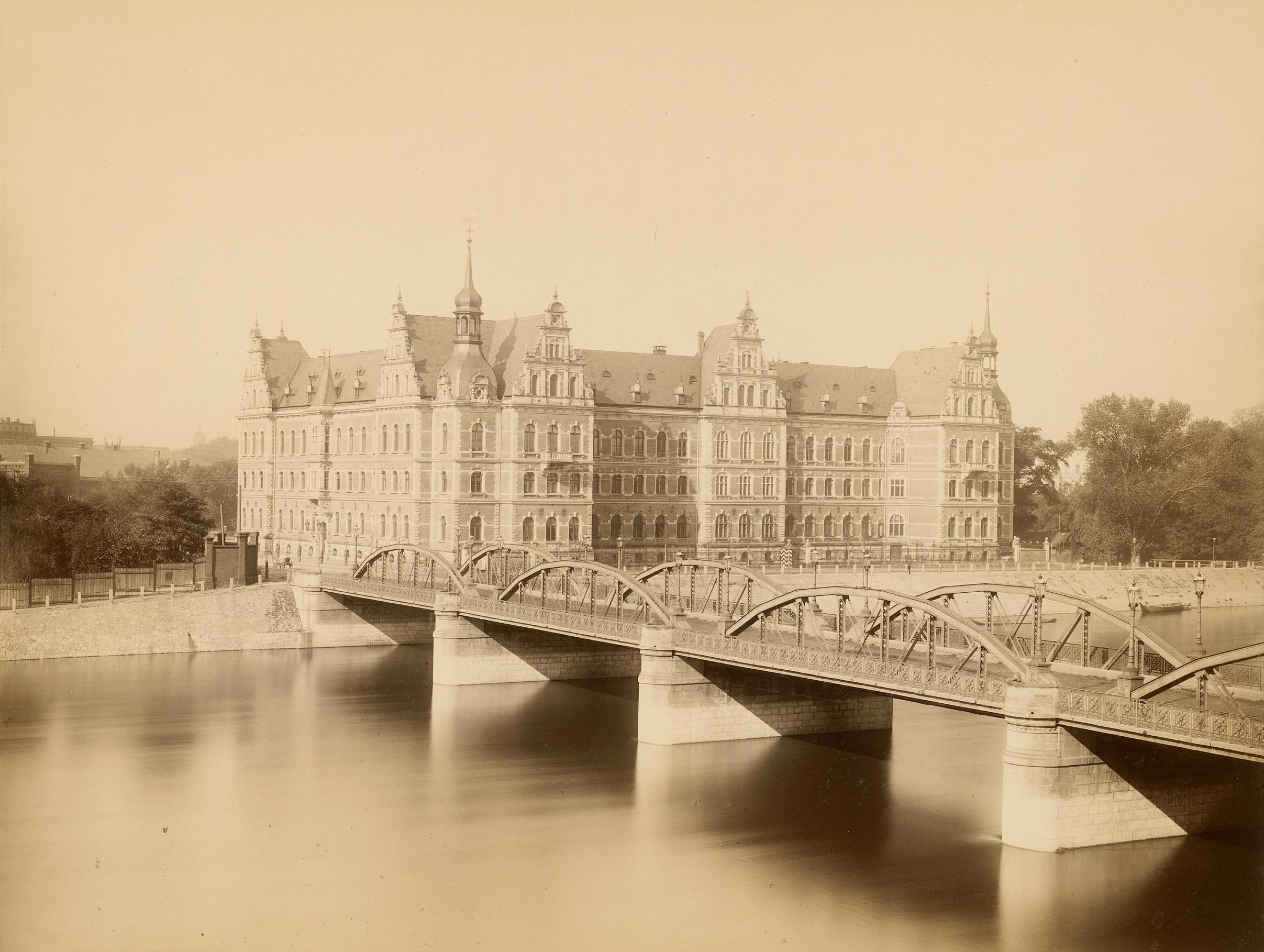
Nieistniejący obecnie most Lessinga, ok. 1886.

Przed zburzeniem w 1808 fortyfikacji miejskich na miejscu dzisiejszego mostu znajdowała się przeprawa, łącząca znajdujący się na lewym (południowym) brzegu rzeki „miejski plac drzewny” (Städtlicher Holzplatz) z Przedmieściem Piaskowym na prawym brzegu. Później powstał na jej miejscu drewniany most Fenigowy, który w 1875 zastąpiono zaprojektowanym przez Alexandra Kaumanna stalowym czteroprzęsłowym mostem kratownicowym systemu Schwendlera podpartym kamiennymi filarami. Patronem mostu, tak jak sąsiadującego z mostem dawnego placu drzewnego, został dramatopisarz niemiecki epoki oświecenia, Gotthold Ephraim Lessing. W 1945 dwa z czterech przęseł mostu uległy zniszczeniu tak poważnemu, że uznano, iż odbudowa tej konstrukcji jest nieopłacalna; postanowiono wybudować w tym miejscu most całkiem od nowa.

## Konstrukcja mostu

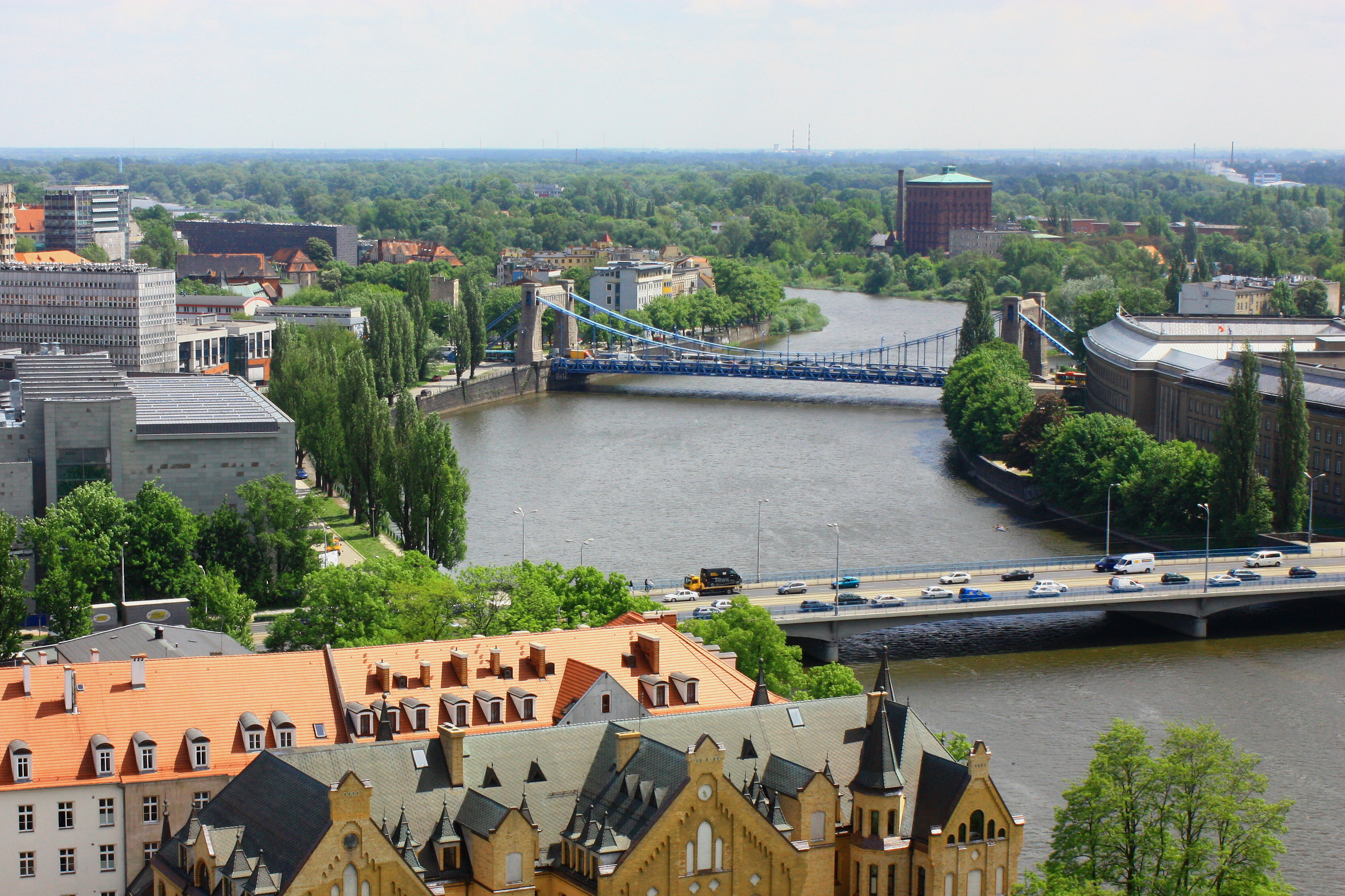
Widok z wieży archikatedry wrocławskiej: na bliższym planie most Pokoju, w oddali most Grunwaldzki, po prawej urząd wojewódzki

Powojenny trójprzęsłowy most ma 125,3 m długości i 25,7 m szerokości i niesie dwie dwupasmowe jezdnie (po 6,40 m szerokości), dwa chodniki (po 3,75 m) oraz dwutorową linię tramwajową. Pierwotnie linia tramwajowa przebiegała obok jezdni (na zachód od niej) po osobno zdylatowanej konstrukcji. Obie kablobetonowe przeprawy (drogowa i tramwajowa) zrealizowano jako skrzynkowe, w ustroju Gerbera, podparte na dwóch wspólnych betonowych filarach. Most zaprojektował Jan Kmita, a budowę prowadzili inżynierowie S. Szyndlar oraz B. Christoff. Budowę rozpoczęto w 1954, a most do eksploatacji oddano w roku 1959; nazywał się wówczas „mostem Wojewódzkim”, nazwa most Pokoju obowiązuje od 1966. Wtedy, 8 maja, minister spraw zagranicznych PRL Adam Rapacki wmurował przy północnym przyczółku mostu tablicę pamiątkową, która w zamierzeniu miała upamiętniać zaplanowane wzniesienie w tym miejscu Pomnika Powrotu do Macierzy Ziem Zachodnich i Północnych. Konkurs na pomnik rozstrzygnięto rok później (zwyciężył projekt Henryka Morela), ale do jego realizacji nigdy nie doszło, została tylko granitowa tablica. 
W późniejszych latach most był kilkakrotnie remontowany; podczas remontu generalnego wykonano w roku 2003 przebudowano zarówno sam most, jak i będącą jego przedłużeniem ulicę Wyszyńskiego, przenosząc torowisko tramwajowe pomiędzy jezdnie.

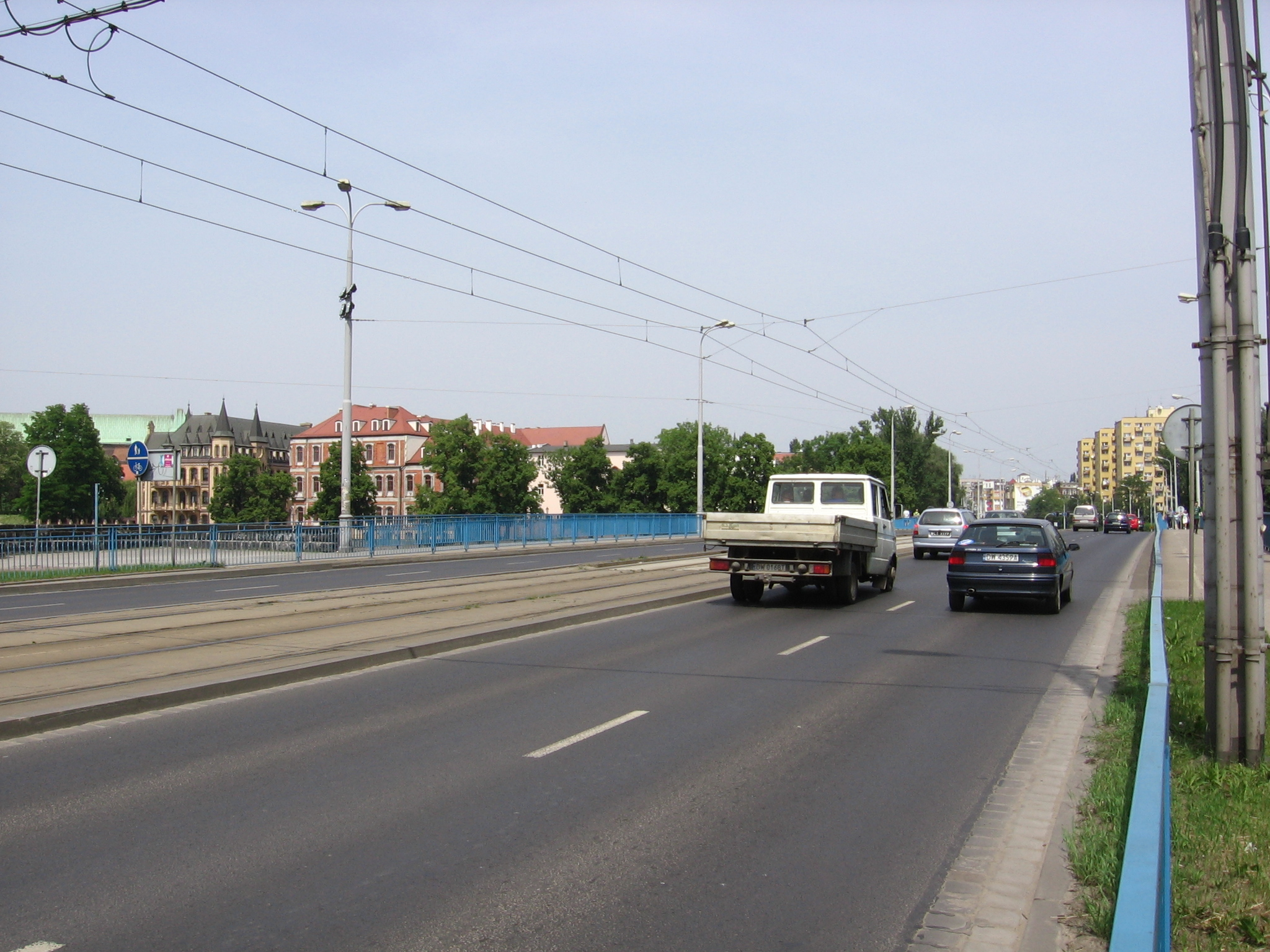
Jezdnie i torowisko mostu, po przebudowie w 2003
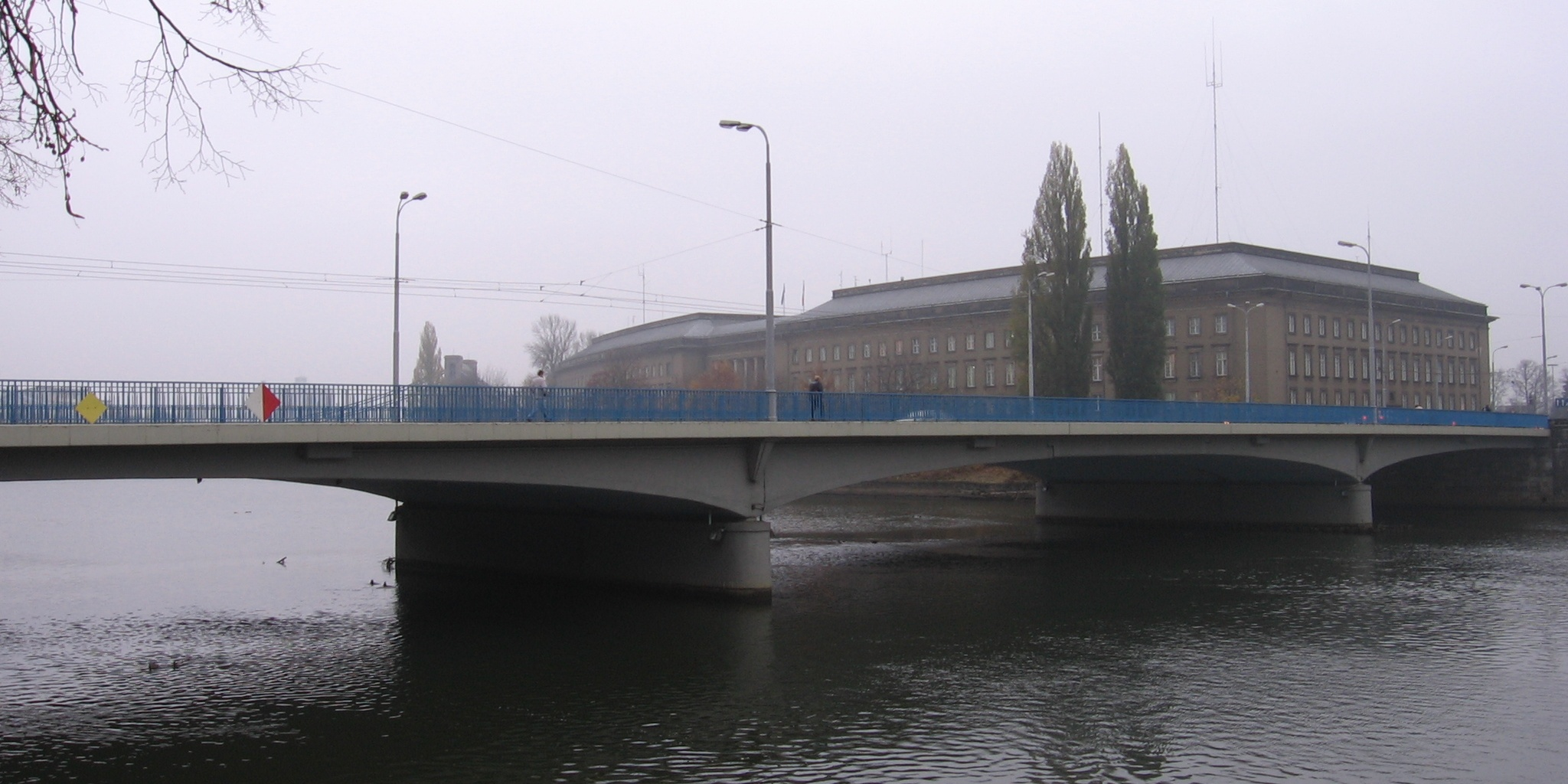
Most widziany z Ostrowa Tumskiego; w głębi gmach Urzędu Wojewódzkiego
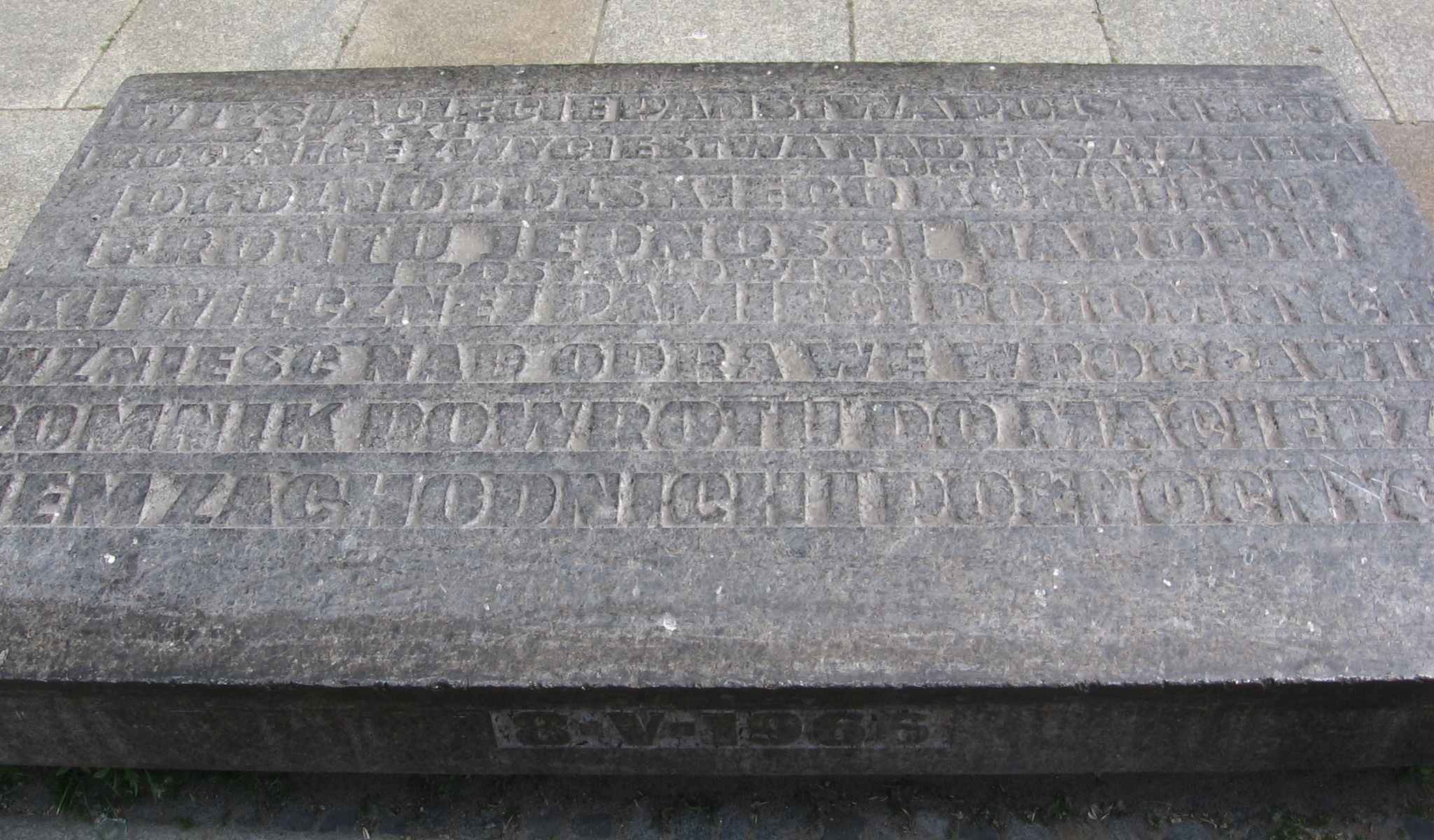
Tablica pamiątkowa – ślad po niezrealizowanym pomniku